# Mont Elden
Le mont Elden, en anglais Elden Mountain ou Mount Elden, est un sommet américain situé dans le comté de Coconino, en Arizona. Culminant à 2 834 mètres d'altitude, il est d'origine volcanique.